# 나바지오

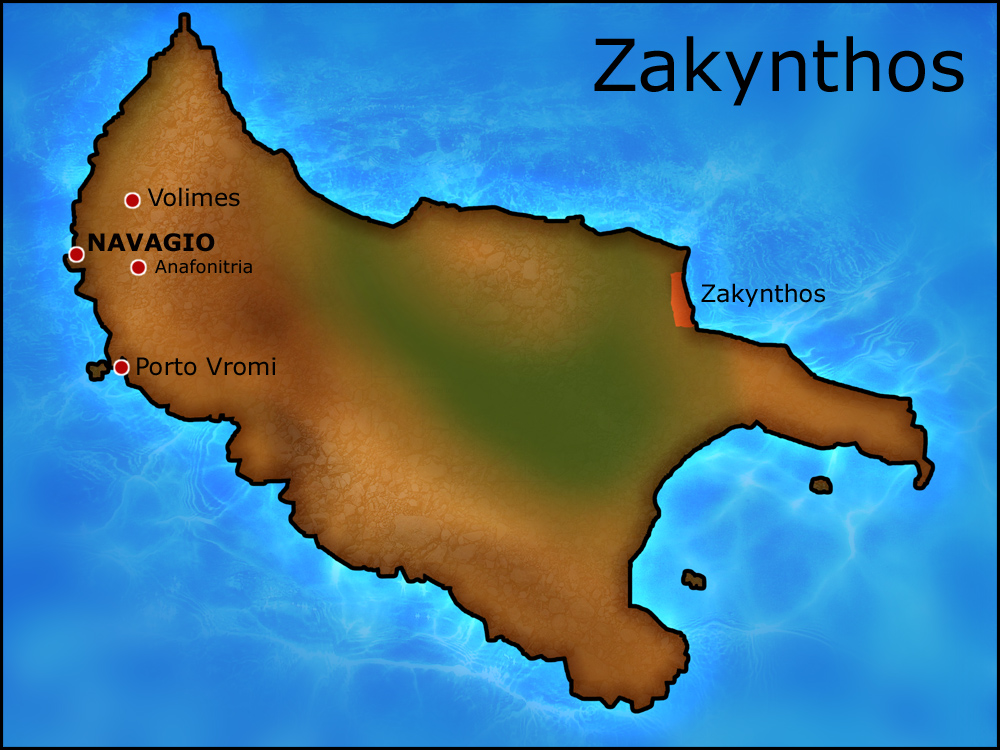
자킨토스섬에서 나바지오의 위치

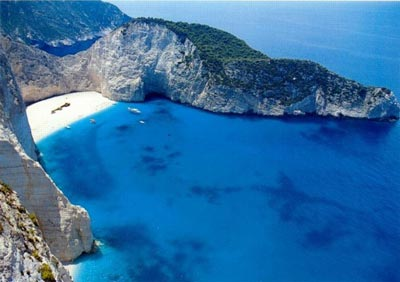
나바지오

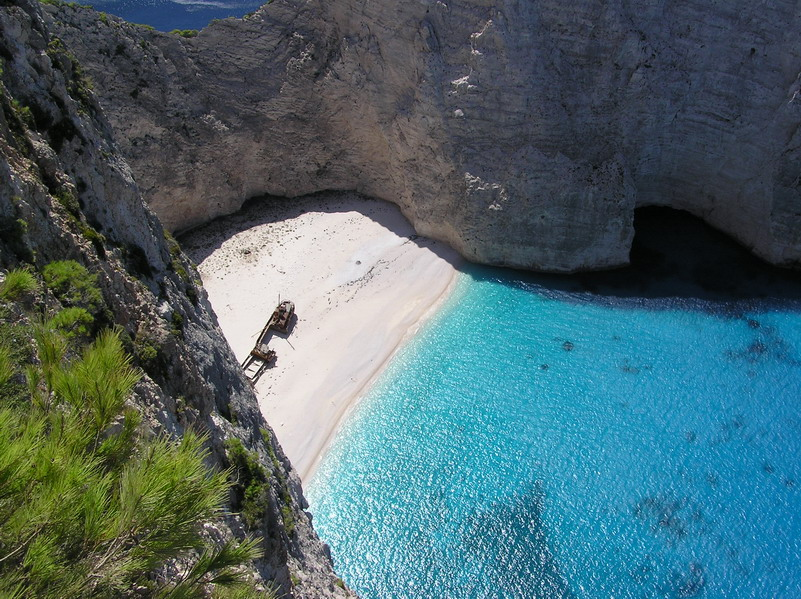
나바지오 만

나바지오(Navagio) 또는 나바요(그리스어: Ναυάγιο)는 그리스 이오니아 제도 자킨토스섬 해안에 있는 해변이다.

## 같이 보기
- 태양의 후예 - 드라마인데 군인과 의사의 로맨스 그리고 집안 반대의 군인의 로맨스를 담은 드라마이다.
- 붉은 돼지 - 민성이가 어제 먹음